# Браттон, Джон Уолтер
Джон Уолтер Браттон (англ. John Walter Bratton; 21 января 1867, Нью-Касл — 7 февраля 1947, Нью-Йорк) — американский композитор поп-музыки, известный как автор песни «У плюшевых мишек пикник».
Учился в Филадельфийском музыкальном колледже, затем пел баритоном в различных эстрадных ансамблях. Начиная с 1893 г. публиковался как автор популярных песен. На рубеже 1900—1910-х гг. сочинил несколько мюзиклов, для которых сам выступил сопродюсером. Отошёл от активной творческой деятельности после 1917 года, написав около 250 песен. Был женат на актрисе Дороти Циммерман (1883—1957).
Наиболее известная песня Браттона, «У плюшевых мишек пикник» (англ. Teddy Bears' Picnic), написана в 1907 году и опубликована без слов. Текст для неё сочинил в 1932 году ирландский поэт-песенник Джимми Кеннеди, и именно в этой версии песня стала мировым хитом в исполнении эстрадного оркестра БиБиСи под управлением Генри Холла, солист Вэл Розинг. Кавер-версии песни записали многие популярные исполнители середины столетия, в том числе Бинг Кросби, Розмари Клуни, Энн Мюррей, она использована в саунд-треках множества фильмов, включая картину Питера Гринуэя «Зет и два нуля». Среди других песен Браттона, привлекавших к себе внимание, — «Когда Америку захватят япошки» (англ. When America is captured by the Japs; 1905), вызывающе напечатанная с изображением на обложке под ногами у стилизованного дяди Сэма, наряженного в кимоно из американского флага и играющего на сямисэне. Фортепианные попурри Браттона также ценились современниками. 